# Armin Eck (General)
Armin Eck (* 5. September 1914 in Beilngries; † 13. September 1984 in Oberstaufen) war ein deutscher Offizier der Wehrmacht und der Bundeswehr, zuletzt im Dienstgrad Brigadegeneral, und leitete von 1967 bis 1972 den Militärischen Abschirmdienst (MAD).

## Leben
Eck wurde als Sohn eines Oberforstmeisters geboren. Nach dem Abitur 1933 am Wilhelmsgymnasium München trat er am 1. April 1933 bei der 2. Kompanie des Infanterieregiments 19 in München in die Wehrmacht ein. Ab Januar 1934 war er Gruppenführer in jener Kompanie und von April bis Dezember 1934 an der Infanterieschule in Dresden. Ab Januar 1935 war er Zugführer und Ausbilder in der Ausbildungsstation der Infanterieschule in Döberitz und wurde im April 1935 Kompanieoffizier im Infanterieregiment 40 in Augsburg. Im Februar und März 1936 absolvierte er den Reit- und Fahrlehrgang an der Kavallerieschule Hannover und war ab Oktober 1937 Adjutant im I. Bataillon des Infanterieregiments 40 und ab April 1938 Kompanieführer in diesem Bataillon. Nach einem Lehrgang an der Infanterieschule in Döberitz vom Juni bis Juli 1938 wurde er am 10. November 1938 Kompaniechef der 1. Kompanie des Infanterieregiments 40.
Unmittelbar vor Beginn des Zweiten Weltkrieges wurde Eck im August 1939 Adjutant im Infanterie-Regiment 199, im September 1939 umbenannt in Infanterie-Regiment List. Im Januar 1942 wurde er Kommandeur des I. Bataillons des Infanterie-Regiments List. Ab Februar 1942 war er zur 9. Panzer-Division und ab September 1942 zum IX. Armeekorps kommandiert. Vom November 1942 bis Februar 1943 besuchte er den 8. Generalstabslehrgang an der Kriegsakademie in Berlin und wurde danach Zweiter Generalstabsoffizier (Ib) der 31. Infanterie-Division. Vom August 1943 bis Februar 1944 war er in Vertretung Erster Generalstabsoffizier (Ia) dieser Division. Vom Februar bis November 1944 war er Gruppenleiter Ia 4. GO beim Wehrmachtbefehlshaber Niederlande. Ab November 1944 war er Vierter Generalstabsoffizier (Id) und Sachbearbeiter für die Landesverteidigung der Niederlande im Armeeoberkommando 25.
Von Mai 1945 bis März 1946 war er in kanadischer und britischer Kriegsgefangenschaft im Internierungsraum Ostfriesland. Dabei wickelte er als Chef des Generalstabs der Korpsgruppe Norden die Entlassung bzw. bei Offizieren die weitere Inhaftierung von Kriegsgefangenen des Zweiten Weltkrieges ab. Ab März 1947 war er als Maurer-Umschüler in einem Baugeschäft in Northeim tätig.  Vom März 1948 bis 1956 arbeitete Eck bei der Organisation Gehlen, seine erste nachrichtendienstliche Verwendung als Gruppenleiter der Gruppe 40/Z „Operationelle Sicherheit“.
Am 1. Februar 1956 wurde er als Major in die Bundeswehr übernommen und am 7. März 1956 zum Oberstleutnant befördert. Nach einer Eignungsübung wurde er Referent und stellvertretender Leiter IV 7 (MAD) im Bundesministerium der Verteidigung (BMVg) in Bonn bzw. ab Juni 1957 der VP Zentralstelle. Im Oktober 1957 wurde er Referent im Amt für Sicherheit der Bundeswehr (ASBw), der MAD-Zentrale, in Bonn. Vom April bis Juni 1958 besuchte er den Kommandeurlehrgang an der Panzertruppenschule in Munster und wurde im Juli 1958 stellvertretender Kommandeur der Panzerkampfgruppe A5, später der Panzerbrigade 14 in Koblenz. Von Januar bis Juli 1959 besuchte er den 2. Brigadeführerlehrgang und wurde im August 1959 Referent im Führungsstab des Heeres II 2 (Fremde Heere, Militärische Sicherheit) im BMVg in Bonn. Am 30. Dezember 1959 wurde er zum Oberst befördert.
Im April 1964 wurde Eck stellvertretender Amtschef des Amtes für Sicherheit der Bundeswehr, nachdem er bereits seit Januar 1964 begonnen hatte, die Amtsgeschäfte zu übernehmen. Im April 1965 wechselte er nach Bad Ems als Kommandeur an die Schule für Nachrichtenwesen der Bundeswehr (SNBw), die die MAD-Ausbildung durchführte. Dort wurde er am 24. Juni 1965 zum Brigadegeneral ernannt. Am 16. April 1967 wurde er, als Nachfolger von Heinrich Seeliger, dritter Amtschef des ASBw. Ende März 1972 ging Eck, nachdem er fünf Jahre den MAD geführt hatte, im Alter von 58 Jahren in den Ruhestand.
Eck galt als kühl und distanziert sowie durch seine acht Jahre Führungsverwendungen im MAD nach Gerhard Wessel als dessen „zweiter Vater“.
Im Rahmen des „Abhöraffäre Strauß/Scharnagl-Untersuchungsausschuss“ wurde er als Zeuge befragt.

## Auszeichnungen
- Eisernes Kreuz I. Klasse (13. Juni 1940)
- Verwundetenabzeichen in Schwarz (23. März 1945)
- Verdienstkreuz I. Klasse des Verdienstordens der Bundesrepublik Deutschland